# Golden Ray
Die Golden Ray war ein im Jahr 2016 in Dienst gestellter, etwa 200 Meter langer Autotransporter. Er kenterte im September 2019 in der Bucht St. Simons Sound.

## Geschichte
Das Schiff wurde unter der Baunummer H.8151 von Hyundai Mipo Dockyard in Ulsan gebaut. Die Kiellegung fand am 23. Dezember 2015, der Stapellauf am 26. August 2016 statt. Die Fertigstellung des Schiffes erfolgte am 5. Dezember 2017. Das Schiff der Reederei Hyundai Glovis wurde überwiegend für den Transport von Neuwagen eingesetzt.

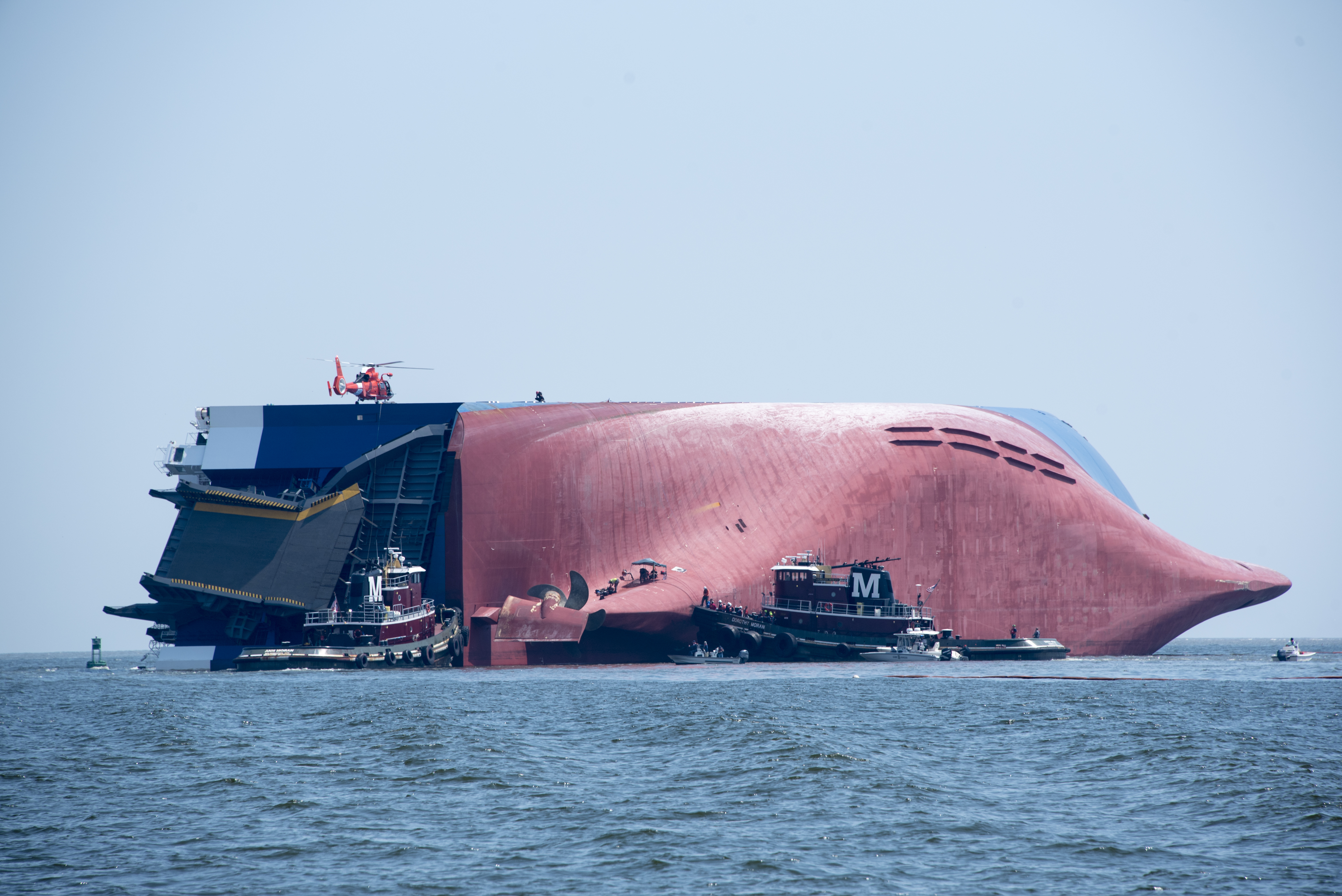
Rettungsarbeiten der Coast Guard nach der Kenterung 2019

In der Nacht zum 8. September 2019 geriet das Schiff mit 4200 Kraftfahrzeugen an Bord in der Bucht St. Simons Sound auf dem Weg vom Hafen der Stadt Brunswick, Georgia zum Port of Baltimore in Schieflage und kenterte. An Bord befanden sich 24 Personen, 23 südkoreanische und philippinische Besatzungsmitglieder und ein US-amerikanischer Lotse. Nach der Rettung von 20 Personen verhinderte die Rauchentwicklung eines an Bord ausgebrochenen Feuers zunächst die Rettung der übrigen Seeleute.
Am 10. September 2019 wurden 30 Stunden nach dem Unglück die letzten vier Besatzungsmitglieder durch die United States Coast Guard gerettet, nachdem eine Rettungsmannschaft den Rumpf aufgeschnitten hatte. Drei der Seeleute befanden sich im Wellentunnel, das vierte Besatzungsmitglied befand sich im Maschinenraum.
Der an Bord vorhandene Treibstoff wurde abgepumpt. Das Wrack wurde ab November 2020 vor Ort vom Bergungsunternehmen T&T Salvage zersägt/zerschnitten und abtransportiert. Die Arbeiten wurden im Herbst 2021 beendet. Die Bergungskosten sollen sich auf rund 800 Millionen $ belaufen haben.
Als Unfallursache ermittelte das US-amerikanische National Transportation Safety Board (NTSB) Fehler bei der Stabilitätsberechnung des Schiffes.

## Technische Daten
Das Schiff wurde von einem Zweitakt-Siebenzylinder-Dieselmotor mit 12.927 kW Leistung angetrieben. Der Motor wirkte auf einen Propeller.
Für die Stromerzeugung standen drei Dieselgeneratoren zur Verfügung.
Die Be- und Entladung des Schiffes erfolgte über eine zur Steuerbordseite öffnende Heckrampe sowie über eine Rampe auf der Steuerbordseite des Schiffes.